# Polska rzeźba ludowa

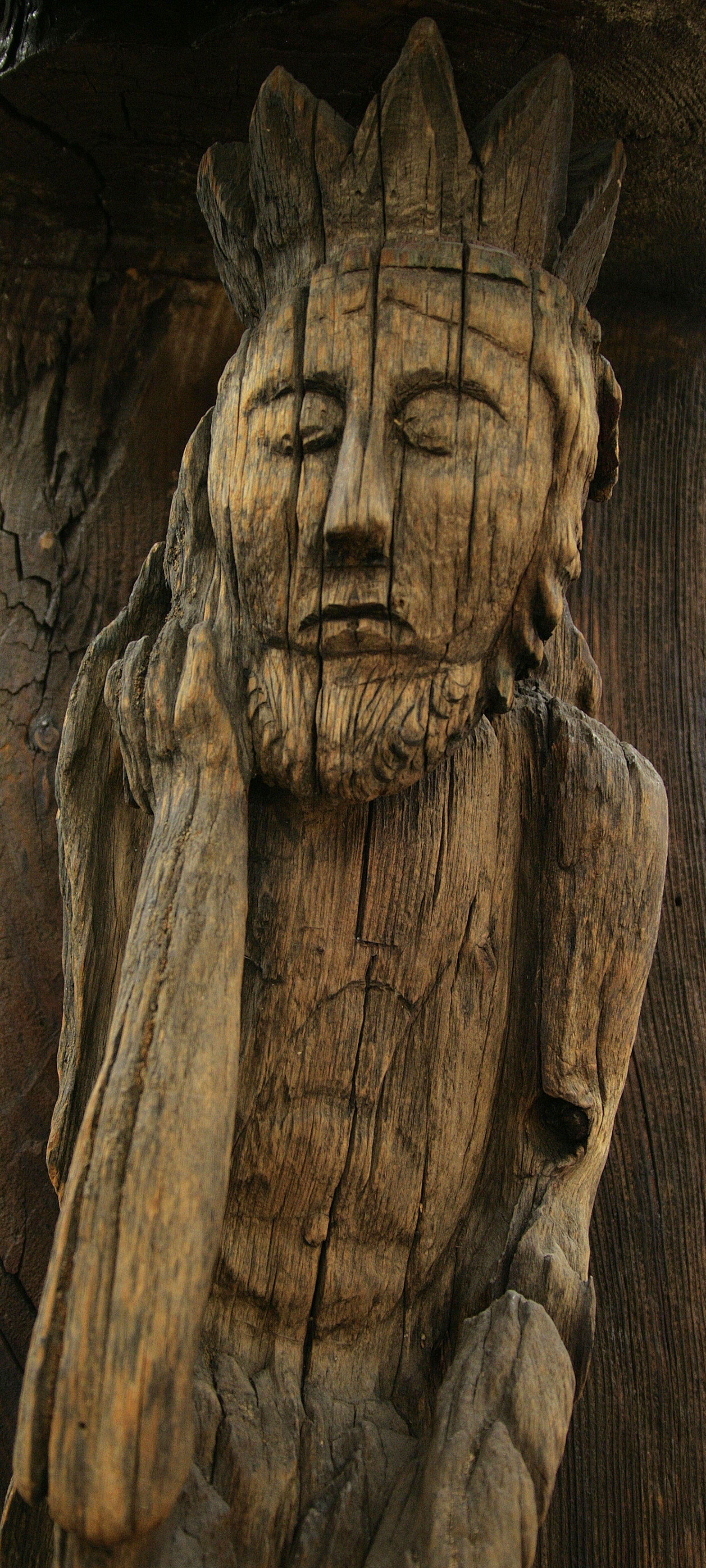
Chrystus Frasobliwy, Anielów, 1650, Muzeum Etnograficzne w Krakowie

Polska rzeźba ludowa – historycznie najstarsza dziedzina sztuki ludowej rozwijająca się na ziemiach polskich wśród niższych warstw społeczeństwa od końca średniowiecza do połowy XX wieku.

## Geneza i historia rozwoju
Rzeźba jest genetycznie najstarszą dziedziną sztuki ludowej. Zrodziła się w XVI wieku, kiedy artystyczne rzemiosło cechowe zaczęło oddzielać się od rzemiosła wiejskiego (dworskiego i chłopskiego). Pierwszy z tych nurtów dał początek rzeźbie stylowej, drugi – ludowej. Pomimo swej odrębności rzeźba ludowa ulegała wpływom stylów historycznych, głównie gotyku, renesansu i baroku.
Figuralna rzeźba religijna – tzw. świątki – występowała we wszystkich krajach o przewadze ludności katolickiej, ale tylko w Polsce miała charakter masowy. Stawianie kapliczek i figur świętych było popierane przez Kościół jako narzędzie szerzenia wiary w dobie kontrreformacji. Okresem najbujniejszego rozkwitu polskiej rzeźby ludowej był wiek XIX. We wszystkich rejonach kraju wystawiano wówczas wiele kapliczek m.in. w podzięce za zniesienie pańszczyzny. Najwięcej zabytków z tego okresu zachowało się na terenach zaboru austriackiego, co wynikało z względnego zacofania cywilizacyjnego wsi, sprzyjającego zachowaniu tradycyjnych form kultury ludowej. Gorsze warunki panowały w Królestwie Kongresowym, gdzie ukazem generała Michaiła Murawjowa zakazano stawiania nowych kapliczek i remontowania starych. Ziemie zaboru pruskiego – Wielkopolska, Śląsk i Pomorze również stwarzały gorsze warunki zachowania ludowego rzeźbiarstwa, co wynikało z silnego rozwoju przemysłu, a przede wszystkim z polityki wynaradawiania, w ramach której świadomie niszczono przydrożne kapliczki i figury.

## Materiał
Podstawowym materiałem polskiej rzeźby ludowej było drewno. Rodzaj wykorzystywanego drewna zależał od typu rzeźby: monumentalne figury i krzyże wykonywano zwykle z dębiny lub sośniny. Małe figurki wykonywano z drewna miękkiego i pozbawionego słojów (lipa, olcha, topola). Kamień wykorzystywano na obszarach bogatych w piaskowce (Kielecczyzna, ziemia krakowska, Podhale) i głównie do rzeźby monumentalnej. Lokalnie wykorzystywano też węgiel (Górny Śląsk) i sól (Wieliczka i Bochnia). Zarówno rzeźby drewniane, jak i kamienne, były pokrywane farbami o spoiwie olejnym.

## Cechy stylistyczne
Świątki polskie cechuje zwartość, statyczność, nienaturalistyczne proporcje, słabe rozczłonowanie bryły i redukcja detali oraz dominacja układu rytmiczno-symetrycznego. Figury ujmowane są na ogół frontalnie, co wynika z ich usytuowania w kapliczkach, gdzie mogą być oglądane tylko z jednej strony. Polichromia rzeźb ludowych utrzymana jest w wąskiej gamie kolorów; główne barwy to biel, róż (malowanie skóry), czarny (zarost, otwarte oczy); błękit, cynober lub czerwień wykorzystywane są do malowania szat postaci; rzadko używana jest zieleń. Świątki wykazują znaczną niezależność od skodyfikowanej kolorystyki rzeźb kościelnych. Rzeźby ludowe w niedługim czasie po wykonaniu traciły jaskrawą polichromię w wyniku działania warunków atmosferycznych (deszczu i promieni słońca) i ulegały spatynowieniu.
Co istotne – ornamentyka w rzeźbie ludowej nie służyła celom estetycznym, lecz była formą adoracji świętej osoby.

## Rzeźba figuralna – formy

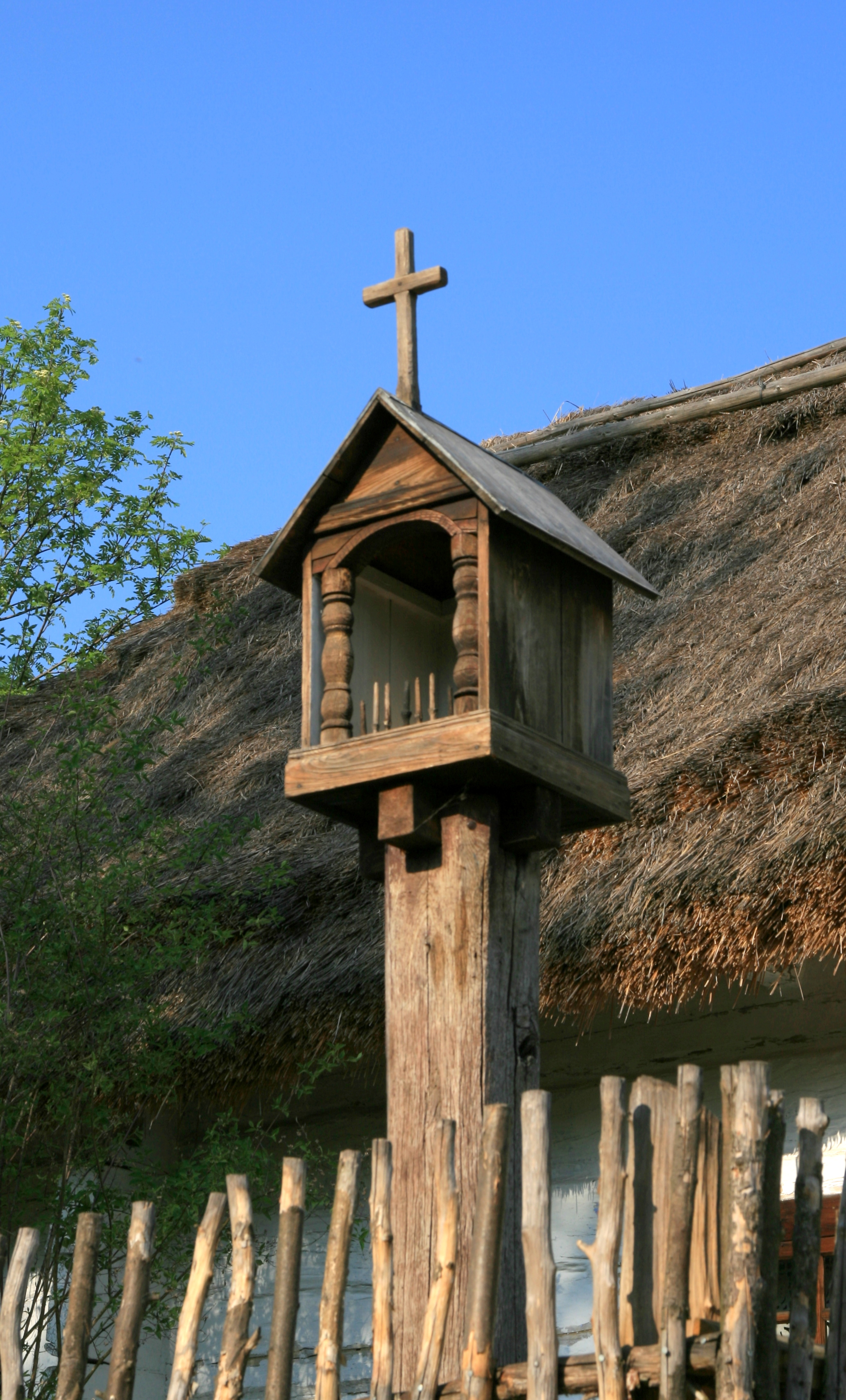
Kapliczka słupowa, Muzeum Wsi Kieleckiej w Tokarni

Krzyże, kapliczki i figury świętych reprezentowały szeroką gamę rozwiązań formalnych i technicznych. Wyróżnia się 5 podstawowych typów:
- Wysoki krzyż drewniany (o maksymalnej wysokości ok. 10 metrów).
- Kapliczki szafkowe: dłubana w drewnie albo zbita z desek skrzyneczka przeznaczona do zawieszenia (należą one raczej dziedziny ciesielstwa niż rzeźby) lub stawiania na szczycie słupa.
- Słup drewniany, kamienny lub murowany z cegły lub kamienia polnego; w szczytowej części ma wydrążoną wnękę na rzeźbę, obraz lub relief.
- Figura ustawiona na szczycie słupa lub kolumny.
- Kapliczki domkowe (stojące na pograniczu rzeźby i drobnej architektury), najprostsze zlepione są z kamieni polnych i przekryte dwuspadowym daszkiem.

Świątki – poza Chrystusem na krzyżu – rzadko umieszczano w izbach. Kapliczki przydrożne, a także wnęki w ścianach domów były ich podstawowym miejscem.

## Rzeźba figuralna – tematy

### Chrystus
Najczęstsze motywy to:
- Chrystus Frasobliwy,
- Chrystus Nazareński,

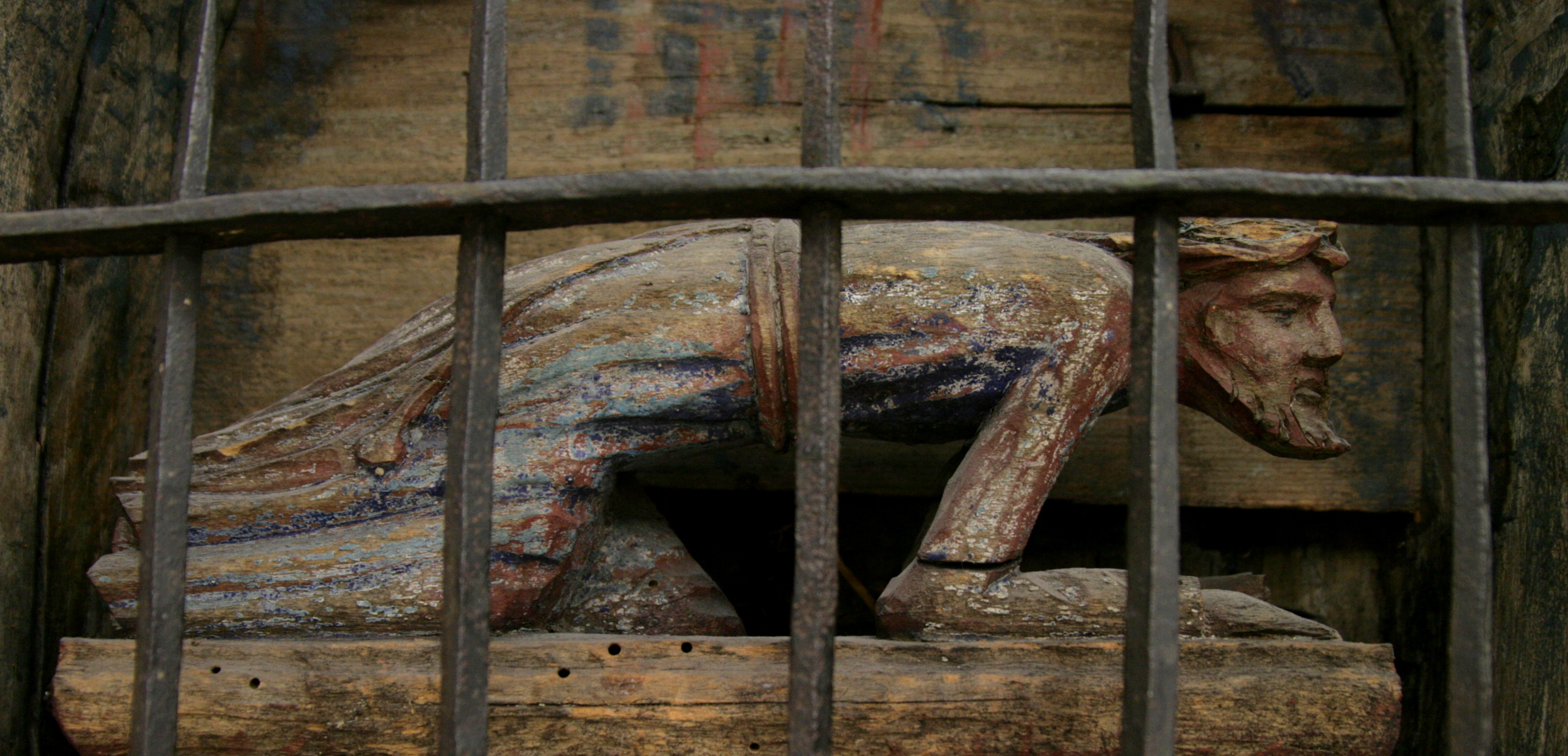
Chrystus Upadający, Polska, Muzeum Etnograficzne w Krakowie

- Chrystus upadający pod krzyżem.

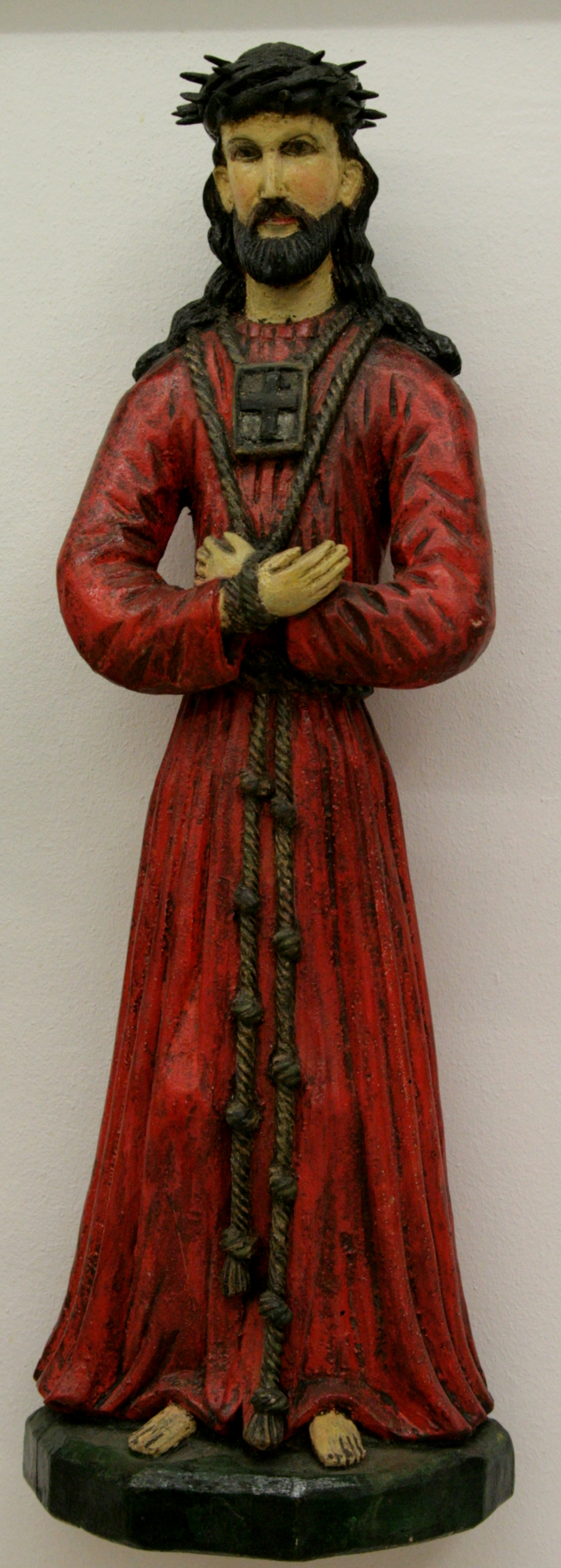
Chrystus Nazareński, Polska, XIX w., Muzeum Etnograficzne w Krakowie

Motyw Chrystusa Frasobliwego upowszechnił się na ziemiach polskich już w XVI wieku, a z XVII wieku pochodzą najstarsze zachowane zabytki. Regionalne określenia Frasobliwego to Dumający i Święta Turbacyja w Krakowskiem, Cierpiotka w rejonie Mszany Dolnej, Bozuś i Panajezusek na Podhalu, Miłosierdzie w Łowickiem, Starościwy na Górnym Śląsku, Płaczebóg na Kaszubach, Święty Piątek na Zamojszczyźnie.
Typowe ujęcie Frasobliwego ukazuje Chrystusa siedzącego na podwyższeniu (skale, murku) i podpierającego pochyloną głowę ręką wspartą łokciem na kolanie. Zafrasowana postać pozbawiona jest jakichkolwiek cech boskich, wyobraża zmęczonego człowieka w archetypicznym geście smutku i zadumy. Regionalne różnice dotyczyły głównie okrycia Chrystusa (perizonium lub płaszcz), korony cierniowej (plecionka z gałązek lub opaska), bądź też podpórki na której Chrystus wspiera nogę (kamień lub czaszka Adama).
Ludowy wizerunek Frasobliwego przewyższa odmianę dewocyjną zakresem ideowych treści: symbolizuje nie tylko cierpienia pasyjne, ale także Boga bolejącego nad losem ludu, jego codziennymi troskami, nad złem i niesprawiedliwością świata. Chrystus Frasobliwy jest symbolem polskiej sztuki ludowej.
Chrystus Nazareński występował na całym obszarze Polski; w połowie XIX wieku był bardzo pospolity w okolicach Żywca. Stojący przed Piłatem (lub Kajfaszem) Chrystus ma związane ręce i zawieszony na szyi szkaplerz. Typ ten rozwijał się w rezultacie kultu Chrystusa Nazareńskiego szerzonego przez Trynitarzy i Bractwom Pięciu Ran Chrystusowych, które działały przy ich klasztorach.
Chrystus upadający pod krzyżem – wyłącznie polski typ rzeźby ludowej, najczęściej spotykany był na południu kraju, zwłaszcza w okolicach Kalwarii Zebrzydowskiej, gdzie pojawił się w latach 30. XIX wieku. Typowe ujęcie tego motywu ukazuje Chrystusa z koroną cierniową na głowie, który upadł pod ciężarem krzyża i wspiera się na kolanach i łokciach. Dźwigany krzyż był czasami pokrywany napisami będącymi mieszaniną gwary i łaciny.
Inne motywy chrystologiczne to Chrystus w grobie, Chrystus przy słupie i Ukrzyżowanie.

### Matka Boska

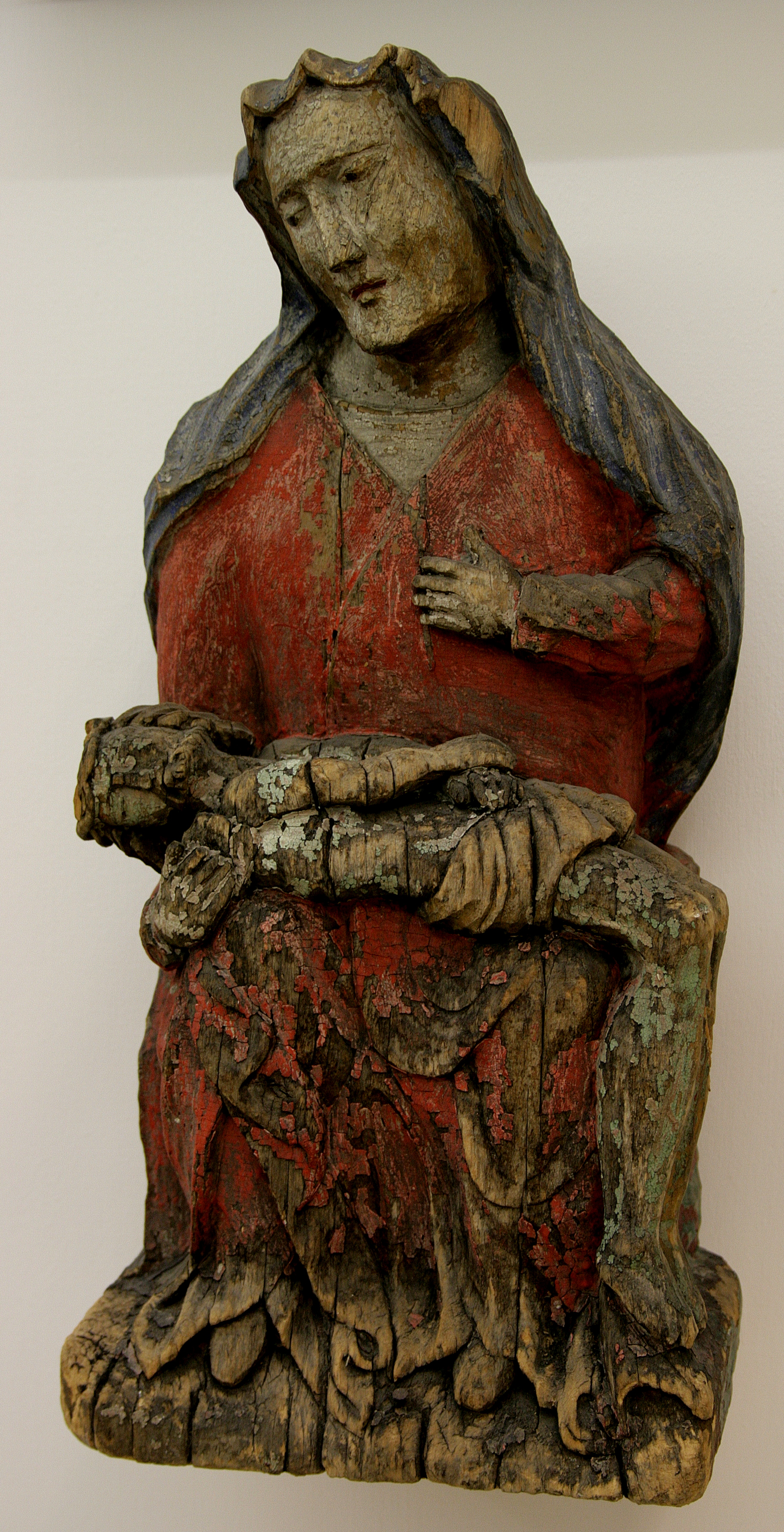
Pietà, Siercza, XIX wiek, Muzeum Etnograficzne w Krakowie

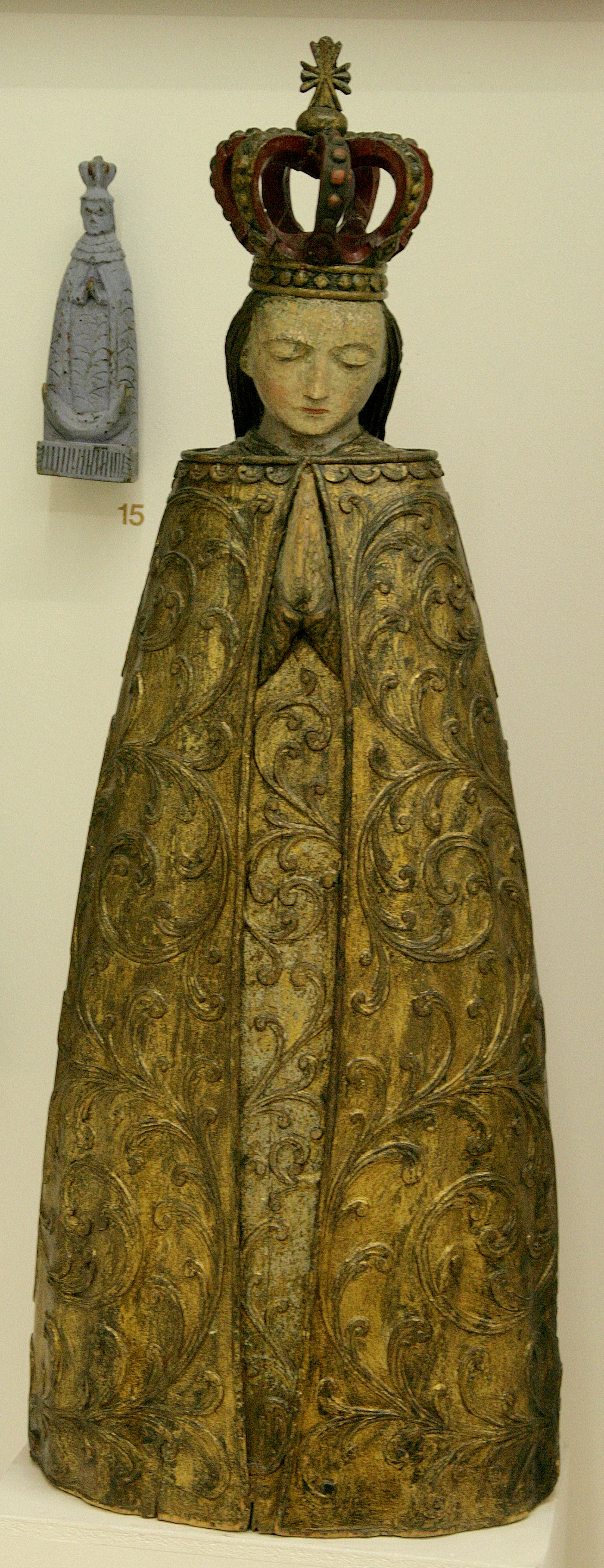
Matka Boska Skępska, Polska, XIX wiek, Muzeum Etnograficzne w Krakowie

Tematyka maryjna jest w polskiej rzeźbie ludowej reprezentowana licznie i w wielkim bogactwie form i motywów, co wynika z roli jaką osoba Maryi pełniła w ludowym światopoglądzie jako Matka, Opiekunka i Orędowniczka.
Tematyczne ujęcia to:
- Matka Boska Bolesna stojąca pod krzyżem
- Madonna z Dzieciątkiem
- Pietà, czyli Matka Boska trzymającą na kolanach martwego Chrystusa.

Ten ostatni typ rozwinął się głównie pod wpływem grafiki dewocyjnej kolportowanej wśród ludu i kultu Piet z różnych ośrodków pątniczych. Piety popularne były w Wielkopolsce, na Śląsku, w Małopolsce i na Warmii.
Wyróżniającym się wzorcem jest Matka Boska Skępska, częsta na północno-zachodnim Mazowszu. Jest ona przykładem nieludowego ideału piękności: nosi bogato zdobiony płaszcz, który nadaje jej formę stożka; ma małą głowę z rozpuszczonymi włosami i ręce splecione na piersiach. Pod jej stopami, zgodnie z Apokalipsą św. Jana, jest półksiężyc.
Inne regionalne typy ikonograficzne to Matka Boska Zbójnicka i Matka Boska Ludźmierska (Podhale).

### Postacie świętych

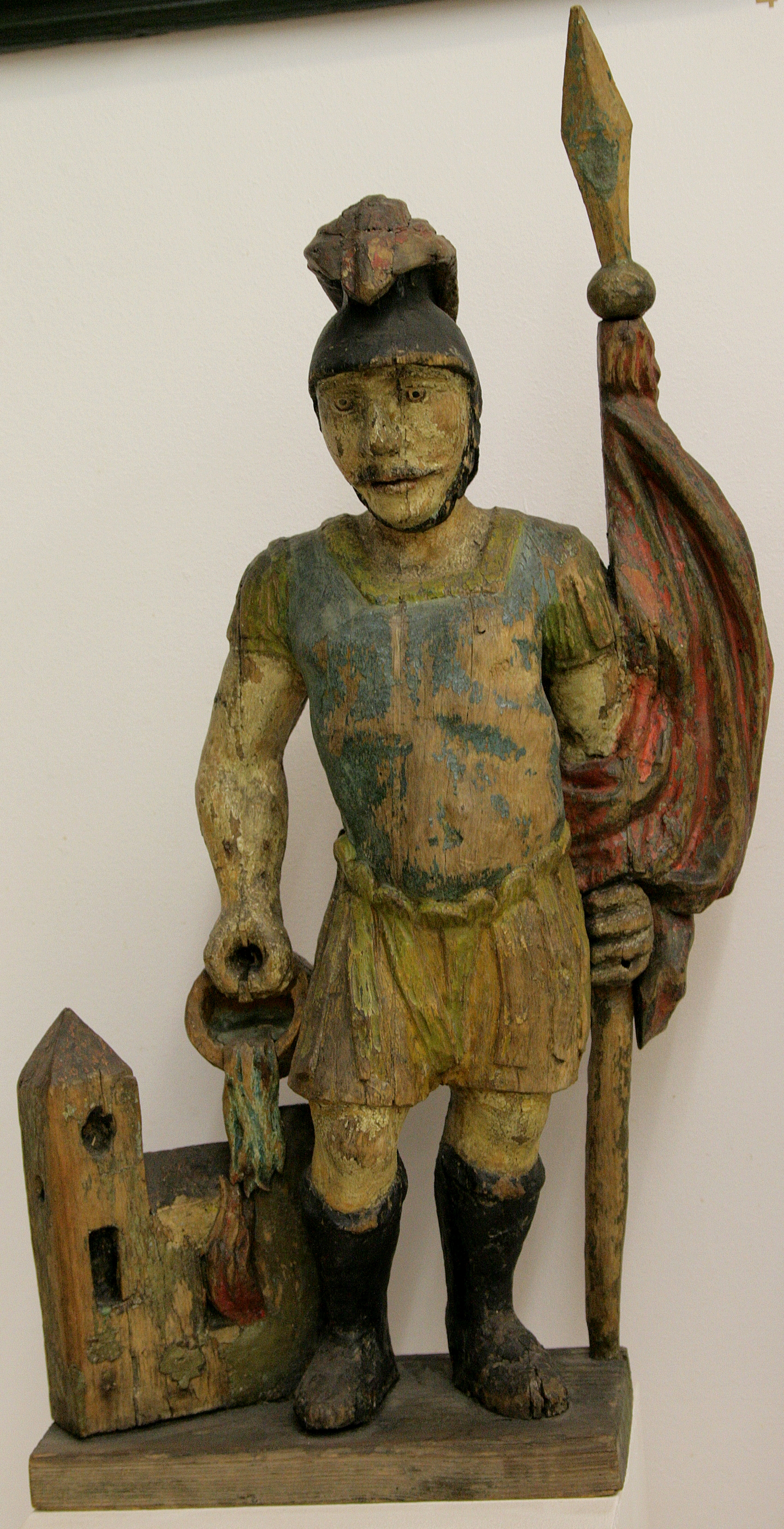
Święty Florian, Kęty, XIX wiek, Muzeum Etnograficzne w Krakowie

Święci pojawiający się w rzeźbie ludowej byli to patronowie parafii, grup zawodowych i miejsc kultu; często ich wizerunkom towarzyszyły teksty westchnień. Najczęściej spotykani to:
- Święty Jan Nepomucen – najczęściej występuje w stroju liturgicznym i z atrybutem świętości w ręce (np. z krzyżem, modlitewnikiem, różańcem lub palmą męczeństwa).
- Święty Florian – ukazywany był w stroju rycerskim, ze sztandarem w dłoni, w momencie wylewania wody na płonący kościół.
- Święty Onufry – częsty w okolicach Bochni i Brzeska, ukazywany jako pustelnik w kapliczkach pokutnych.
- Święta Kinga – czczona zwłaszcza na Sądeczczyźnie[11]
- Święty Mikołaj – częsty na Rzeszowszczyźnie i Kujawach.

## Ule figuralne
Ule figuralne to obok zabawek jedyna świecka forma w dawnej rzeźbie ludowej. Pojawiły się one w XIX wieku, głównie na południu Polski oraz na Śląsku i ziemi lubuskiej. Najczęściej były to postacie patrona pszczelarzy św. Ambrożego, niedźwiedzi, Żydów (Chasydów), zakonników lub żołnierzy. Niekiedy na ule przerabiano usunięte z kościołów figury świętych. Wykorzystanie takich niepotrzebnych już w kościele figur miało sens praktyczny – powstrzymywało złodziei (kradzież miodu z takiego ula była świętokradztwem). W przekonaniu chłopów wyrzeźbione postacie chroniły pszczoły przed niebezpieczeństwami, np. przed skutkami „złego spojrzenia”. Obok funkcji magicznych, miały też funkcję reprezentacyjną: pasieka złożona z kilku lub kilkunastu rzeźbionych uli świadczyła o zamożności pszczelarza.

## Twórcy
Twórcy rzeźb zwani świątkarzami lub bogorobami byli chłopami-samoukami, ale także rzemieślnikami – najczęściej kołodziejami, cieślami i stolarzami. Wielu z nich uczestniczyło w remontach wnętrz kościołów, a nawet praktykowało u cechowych rzeźbiarzy. Traktowali jednak rzeźbienie jako zajęcie dodatkowe, rzeźbiąc na potrzeby własne, rodziny i znajomych z własnej i sąsiedniej wsi. Jedynie nieliczni tworzyli na szerszą skalę, sprzedawali swe prace na jarmarkach, a nawet tworzyli lokalne „szkoły” o charakterystycznych cechach stylowych (np. opisana przez Józefa Grabowskiego „szkoła krośnieńska”).
Twórczość Piotra Szałkowskiego wypełnia tematyka sakralna i tematyka świecka z życia dawnej zachodniej Grodzieńszczyzny.
Rzeźbiąc świątki świadomie wzorowali się z jednej strony na rzeźbach kościelnych i dewocyjnych wizerunkach, a z drugiej – na starych rzeźbach pozostawionych przez ludowych twórców minionych pokoleń. Indywidualny styl osiągali przez wielokrotne powtarzanie tych samych przedstawień.
Większość zachowanych rzeźb ludowych to dzieła anonimowe. Nieliczne nazwiska twórców zachowały się dzięki zapiskom parafialnym, przekazom ustnym i rzadkim podpisom na rzeźbach.
Jedynym rzeźbiarzem ludowym o obszernej monografii jest Jędrzej Wowro (1864–1937) z Gorzenia Dolnego koło Wadowic, zwany Powsinogą Beskidzkim. Inni znani z nazwiska rzeźbiarze to Jan Wnęk (1828–1869), Andrzej Kaczyński (ok. 1820–1902) z Krobi pod Kadzidłem (Kurpie), Wawrzyniec Szweja (1828–1905) z Wierzbicy, Walenty z Grabonoga (1740–1812), Franciszek Nowak z Raszew (1810–1900) Paweł Bryliński z Masanowa (1813–1900), Józef Weinert (1861–1937) ze Stanclewa (uznawany za ostatniego świątkarza Warmii).

## Rola rzeźby w kulturze chłopskiej
Rzeźba w dawnej kulturze ludowej miała charakter sakralny i pełniła głównie funkcje użytkowe – figury świętych były medium pośredniczącym w kontaktach między człowiekiem i światem ponadzmysłowym. Figuralne wyobrażenia świętych i patronów miały, w wierzeniach ludu, zdolność wpływania na rzeczywistość. Poszczególnym świętym i patronom przypisywano szczególne zdolności, np. Jan Nepomucen strzegł przed powodzią i gradobiciem; przed pożarem chronił św. Florian (a na Podlasiu także św. Agata, a w Wielkopolsce św. Wawrzyniec), przed piorunami św. Barbara; przed morowym powietrzem chronili ludzi św. Sebastian i św. Rozalia, a zwierzęta – św. Roch. Kapliczki, obok funkcji magicznych, spełniały też funkcję znaków orientacyjnych dla podróżujących; stawiano je po kilka lub nawet kilkanaście na obszarze każdej osady, przy drogach, mostach i wśród pól.

## Zróżnicowanie regionalne
Najwyższy poziom rzeźba ludowa osiągnęła na Podkarpaciu, Kurpiach, w południowej Wielkopolsce i Lubelszczyźnie. Rzeźba ludowa, w przeciwieństwie do innych dziedzin ludowej sztuki, np. stroju lub dekoracji wnętrz, nie służyła manifestowaniu odrębności regionalnej. Stąd też różnice rzeźb z różnych regionów polegają zwykle na preferencji określonych tematów.

## Współczesna rzeźba ludowa
Okres dawnej rzeźby i w ogóle sztuki ludowej dobiegł kresu w latach 40. XX wieku, z uwagi na głębokie zmiany społeczne, kulturowe i świadomościowe, jakie zaszły w XX wieku wśród mieszkańców wsi. Odtąd amatorską twórczość niewykształconych artystycznie mieszkańców wsi i małych miasteczek nazywa się rzeźbą w stylu tradycyjnym lub rzeźbą neoludową. W przeciwieństwie do dawnej, nie pełni ona już funkcji kultowych i nie jest tworzona dla mieszkańców wsi, lecz dla odbiorcy miejskiego, dla muzeów, kolekcjonerów i turystów. Twórcy zrzeszeni w Stowarzyszeniu Twórców Ludowych pracują dla potrzeb Cepelii i handlarzy pamiątek.